# ノバスコシア州の地方行政区
ノバスコシア州の地方行政区の一覧。
カナダのノバスコシア州では、1996年に市町村などの地方自治体を地域（regional municipality）に再編し、現在は州の下には基礎自治体としての「地域」が設定されているところと、同じく基礎自治体としての郡（municipality of county）が設定されているところが併存している。そのため、現在では「地域」の設定されているところでは郡（county）という名称は地理的区分のためだけに便宜上使用されているのみである。

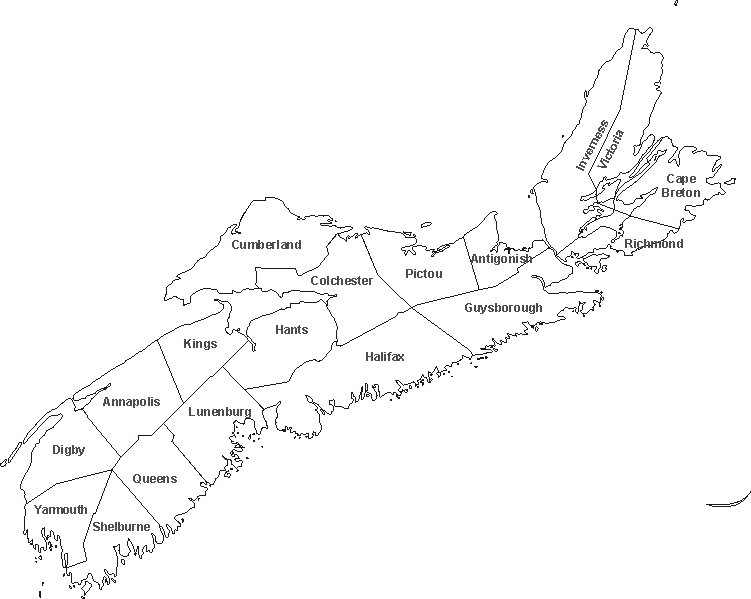
ノバスコシア州の旧18郡の地図

## 郡
1996年までは州内の2層構造の地方自治体区分の最上位に位置する区分として18の郡（英語：countyまたは仏語：comté）があったが、1996年の地方自治体再編により郡市制が解体され、9の郡はそのまま単独の地方自治体としての新「郡（municipality of county）」に移行し、また3つの郡は複数の郡や市町村を合併させ「地域」となった。カナダ統計局は引き続き統計目的のために18の旧郡の地域区分を使用している。

### 旧郡の一覧
| 郡                   | 旧行政府             |
| -------------------- | -------------------- |
| アナポリス郡         | アナポリス・ロイヤル |
| アンティゴニッシュ郡 | アンティゴニッシュ   |
| ケープブレトン郡a    | シドニー             |
| コルチェスター郡     | トゥルーロ           |
| カンバーランド郡     | アマースト           |
| ディグビー郡         | ディグビー           |
| ガイズボロー郡       | ガイズボロー         |
| ハリファックス郡b    | ハリファックス       |
| ハンツ郡d            | ウィンザー           |
| インバネス郡         | ポート・フッド       |
| キングス郡           | ケントビル           |
| ルーネンバーグ郡     | ルーネンバーグ       |
| ピクトゥ郡           | ピクトゥ             |
| クイーンズ郡c        | リヴァプール         |
| リッチモンド郡       | アリシャット         |
| シェルバーン郡       | シェルバーン         |
| ヴィクトリア郡       | バデック             |
| ヤーマス郡           | ヤーマス             |

a 現在はケープブレトン地域の一部。

b現在はハリファックス地域の一部。

c現在はクイーンズ地域の一部。

cハンツ郡は東西に分離し、イーストハンツ郡は現在も存在し、ウェストハンツ郡は2020年にウィンザー市と再び合併しウェストハンツ地域に昇格した。

## 地域
1996年の地方自治体再編により郡市制は廃止となり、替わりに基礎自治体としての「地域」（Regional Municipality、略称RMまたはRegion）が導入された。下記の地域は、旧郡と傘下及び近隣の市町村を合併させ「地域」となった。特にハリファックスのような大都市では、かつての市が周辺の市町村を合併し「地域」に昇格し、旧制度での市（city）ではなくなり自動的に行政上のハリファックス市はなくなった。

### 地域の一覧
| 地域                        | 旧郡・旧市町村                                           |
| --------------------------- | -------------------------------------------------------- |
| ケープブレトン地域（CBRM）a | ケープブレトン郡、シドニー、グレースベイ、ルイスバーグ等 |
| ハリファックス地域（HRM）b  | ハリファックス市を含む旧ハリファックス郡全域             |
| クイーンズ地域c             | リヴァプール、クイーンズ郡                               |
| ウェストハンツ地域d         | ウィンザー、ウェスト・ハンツ地区                         |